# Linkin Park-tagok listája
A Linkin Park nevű amerikai alternatív rock, nu metal együttest, még Xero néven alapította 1996-ban Mike Shinoda, Brad Delson és Rob Bourdon. Utána csatlakozott Joe Hahn, Dave Farrell és Mark Wakefield, majd elkészítették a négy dalos demólemezüket Shinoda házi stúdiójában. Nem sikerült kiadót találniuk, a sikertelenség és a haladás hiánya arra késztette Mark Wakefield énekest, hogy elhagyja az együttest és új projekteket folytatott. Továbbá Dave Farrell és elhagyta az együttest, hogy a Tasty Snaxszal és más együttesekkel turnézzon.
Rengeteg időt pazarolt el az együttes új énekes keresésére, végül bevették Chester Benningtont, akit Jeff Blue, a Zomba Music alelnöke szervezett be az együttesbe 1999 márciusában.
2001 novemberében visszavették Dave Farrell basszusgitárost, amíg nem volt tag, addig három különböző basszusgitárosa volt az együttesnek: Kyle Christner 1999-ben, Ian Hornbeck 2000-ben és Scott Koziol 2000-ben és 2001-ben.

## Jelenlegi tagok
- Mike Shinoda – rap, gitár, zongora, vokál

1996 óta tag
1977. február 11-én született Agourában, Kalifornia államban
Becenév: Kenji, The Glue, Spike Minoda, Spike Shinizzle, Mike
Vallás: Keresztény
Korábbi együttesei: Xero, Hybrid Theory
Agourá/California/-ban nőtt fel, Brad közvetlen szomszédságában, ma Los Angelesben él. Félig japán, félig orosz származású. (Állítólag magyar felmenői is vannak). Van egy öccse, Jason. A Pasadena-i művészeti egyetemen végzett, grafikusnak tanult. Mike tervezte a Hybrid Theory album borítóját. 2004-ben megjelent szólólemeze Fort Minor - The Rising Tied címmel. A "Where'd You Go" című számot feleségének/hez írta. Mike többször tervezett cipőket a DC-nek és kiállítása is volt már. 2009-ben megszületett kisfia, Otis.
- Joseph Hahn – DJ

1996 óta tag
1977. március 15-én született Dallas-ban, Texas államban
Becenév: Mr. Hahn
Vallás: Keresztény
Korábbi együttesei: Xero, Hybrid Theory
A koreai származású Joe rajzkészségét Pasadenaban fejlesztette az Art College for Design egyetemen. Itt tanult, amikor Mike Shinoda felkérte, hogy a Xero tagja legyen. Mielőtt az együtteshez csatlakozott volna, speciális hangeffekteket készített a Major Motion Pictures számára. Ő találja ki a klipek koncepcióját. Rendezett egy rövidfilmet, a "The Seed"-et. Joe más zenekaroknak is rendezett videóklipet. Ilyen például Static-X – Colt, Story of the Year – Anthem of our Dying Day, Alkaline Trio – Time To Waste.
- Rob Bourdon – dob

1996 óta tag
1979. január 20-án született Calabasasben, Kalifornia államban
Becenév: Rob
Vallás: ZsidóEx
Korábbi együttesei: Relative Degree, Xero, Hybrid Theory
Egy Aerosmith koncert után érzett késztetést, hogy dobos legyen. Kipróbálta a drogokat és az alkoholt. Rob szereti a zongorát, dobolást és a szörfözést. Korábban pincér volt. 6 évig járt együtt Vanessa Lee Evigan színésznővel.
- Brad Delson – gitár (együttes frontembere)

1996 óta tag
1977. december 1-jén született Agourában, Kalifornia államban. Mike szomszédja volt, együtt nőttek fel.
Becenév: Big Bad Brad, BBB
Vallás: Zsidó
Korábbi együttesei: Pricks, Relative Degree, Hybrid Theory
Kommunikáció szakon végzett az egyetemen. Jogot szeretett volna tanulni, de inkább a zenei világot választotta, egy ideig újságíróként is dolgozott. Brad az édesapjával, Donnal együtt kezeli a Linkin Park üzleti ügyeit. Együtt alapították a BandMerch nevű céget, melynek jogosultsága van a Linkin Park név használatára.
- David Michael Farrell – basszusgitár

Tag 1996 és 1998 között és 2001 óta
1977. február 8-án született Plymouth-ban, Massachusetts államban
Becenév: Phoenix, Fuunix
Vallás: Keresztény
Korábbi együttesei: The Snax, Xero, Hybrid Theory
A középiskolában a Tasty Snax (The Snax) nevű együttesben gitározott, majd a Xero-ba is belépett. Turnézott a The Snax-el aztán visszatért a Linkin Parkhoz, amellett, hogy előző együttesében is zenél.

## Korábbi tagok
- Chester Bennington – énekes (1999-2017); öngyilkos lett
- Mark Wakefield – énekes (1996-1998); kilépett az együttesből, amikor Farrel és Hahn megalapította a Xero-t.
- Kyle Christener - basszusgitáros (1999)
- Ian Hornbeck – basszusgitáros (2000)
- Scott Koziol – basszusgitáros (2000-2001); nem vett részt a turnékon, és nem volt állandó tag.